# Borków (Basse-Silésie)
Pour les articles homonymes, voir Borków.
Borków est une localité polonaise de la gmina de Pęcław, située dans le powiat de Głogów en voïvodie de Basse-Silésie.